# نیکولا پیترانجلی
 نیکولا پیترانجلی (ایتالیایی: Nicola Pietrangeli؛ زاده ۱۱ سپتامبر ۱۹۳۳) یک تنیس‌باز اهل ایتالیا است.